# Жовте (Кам'янський район)
Жо́вте — село в Україні, у П'ятихатській міській громаді Кам'янського району Дніпропетровської області.
Колишній центр Жовтянської сільської ради. Населення — 1 797 мешканців.

## Географія

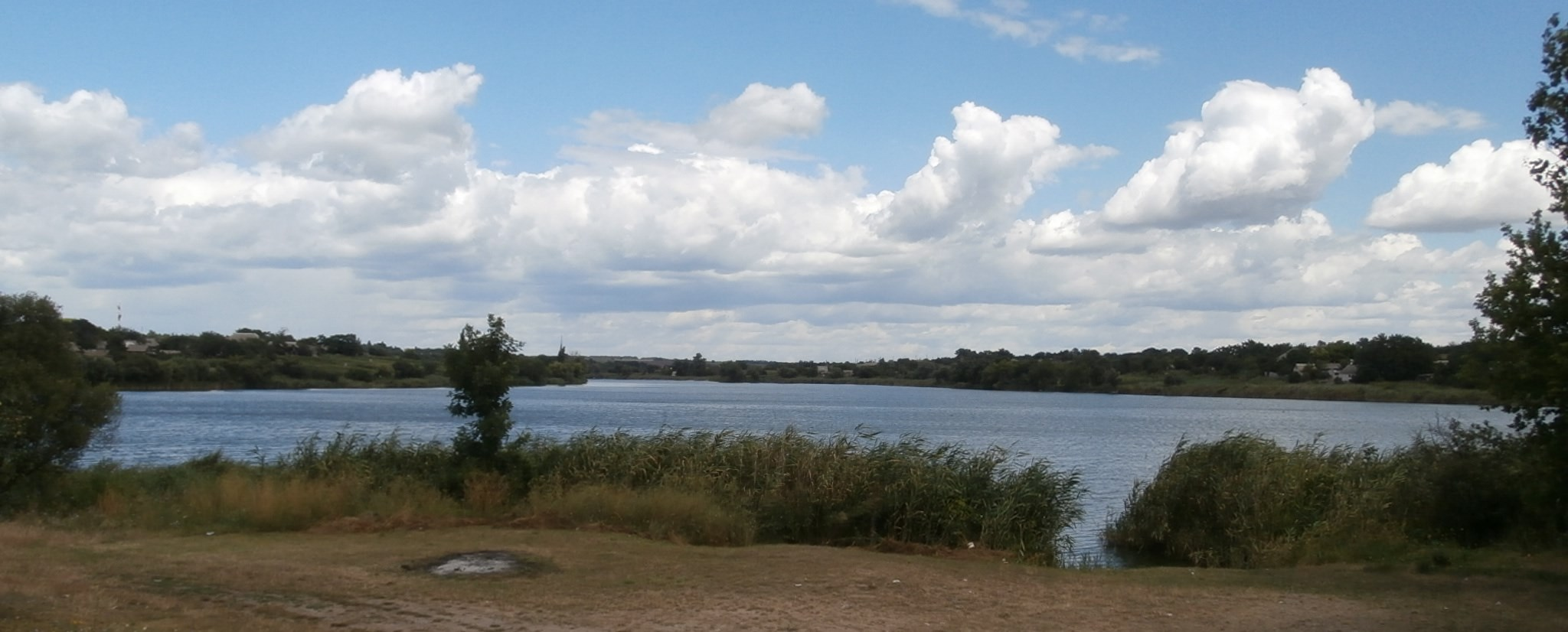
Річка Жовта

Село Жовте знаходиться на березі річки Жовта і декількох її приток, нижче за течією на відстані 1 км розташоване село Миролюбівка. На відстані 1 км розташоване селище Зелене. Річка в цьому місці частково пересихає, на неї зроблено кілька загат. Через село проходять автомобільна дорога М04 (E50) і залізниця, станція Зелена. У селі Балка Жовта впадає у річку Жовту.

## Історія
19 квітня — 6 травня 1648 року неподалік від Жовтого відбулася битва козаків під проводом Богдана Хмельницького з авангардом польсько-шляхетського війська. За переказами штаб Богдана Хмельницького містився у Жовтому, звідси послав він дозір до Кам'яного Затону, аби залучити на свій бік реєстрових козаків. Поповнивши свої загони реєстровцями, Хмельницький оточив польське військо і вщент розбив його.
У 1754—1759 й 1761—1764 входило до складу Новослобідського козацького полку. Пізніше увійшло до Верхньодніпровського повіту Катеринославської губернії та стало центром Жовтянської волості.
Станом на 1886 рік в селі налічувалось 762 двори, мешкало 2920 осіб, діяла православна церква, школа, 2 постоялих двори, 5 лавок, відбувалось 2 ярмарки на рік та базари по неділях.
За переписом 1897 року кількість мешканців зросла до 5072 осіб (3015 чоловічої статі та 2057 — жіночої), з яких 3815 — православної віри.
9 листопада 2014 року у селі було демонтовано пам'ятник Леніну.

## Населення
Згідно з переписом УРСР 1989 року чисельність наявного населення села становила 2466 осіб, з яких 1086 чоловіків та 1380 жінок.
За переписом населення України 2001 року в селі мешкало 2305 осіб.

### Мова
Розподіл населення за рідною мовою за даними перепису 2001 року:
| Мова       | Відсоток |
| ---------- | -------- |
| українська | 94,04%   |
| російська  | 4,32%    |
| інші       | 1,64%    |

## Об'єкти соціальної сфери
- Школа I—III ст.
- Школа I—II ст.
- Дитячий садочок.
- Лікарня.
- Клуб.
- Будинок культури.

## Мешканці
В селі народились:
- Дука Степан Харитонович — селекціонер, лауреат Державної премії СРСР.
- Колесник Володимир Артемович (1920—1986) — український живописець.
- Микитась Василь Лазарович — український літературознавець, педагог.
- Росін Андрій Васильович — голова Верхньодніпровської повітової управи (1917), член Всеросійських Установчих Зборів (1918).

## Пам'ятки
У селі є пам'ятник гетьману Богдану Хмельницькому, встановлений у 1954 році, та пам'ятник спільній битві війська Хмельницького та кримського хана під Жовтими Водами 1648 року.